# Узралмахи
Узлармахи (дарг. Узраямахьи, в пер. «Тесный отсёлок») — село Дахадаевского района Дагестана. Входит в Дуакарский сельсовет.

## География
Село находится на высоте 1672 м над уровнем моря. Ближайшие населённые пункты: Гуннамахи, Бутулта, Аяцури, Дуакар, Сумия, Буккамахи, Уцулимахи, Каркаци, Кищамахи, Хулабаркмахи. Располагается в 19 километрах от районного центра села Уркарах и в 102 километрах от столицы республики города Махачкалы.

## Население
| 1895 | 1926 | 1939 | 1970 | 1989 | 2002 | 2010 |
| ---- | ---- | ---- | ---- | ---- | ---- | ---- |
| 49   | ↗53  | ↗56  | ↘48  | ↗66  | ↗79  | ↗103 |
| 2021 |      |      |      |      |      |      |
| ↘91  |      |      |      |      |      |      |

Национальный состав
Согласно результатам переписи 2002 года, в национальной структуре населения даргинцы составляли 100 % из 79 человек.